# Bitka pri Lindley's Mill
Bitka pri Lindley's Mill ali Bitka pri Lindleyjevem mlinu (znana tudi kot bitka pri Cane Creek) se je odvijala v okrožju Orange, Severna Karolina (zdaj v okrožju Alamance, Severna Karolina), 13. septembra 1781, med ameriško revolucionarno vojno. Bitka je dobila ime po mlinu, ki je stal na mestu bitke ob Cane Creeku, ki je ležal ob cesti, ki je takrat povezovala začasno glavno mesto države Hillsborough z Wilmingtonom, Severna Karolina.

## Ozadje
12. septembra 1781 so lojalistične milice pod poveljstvom polkovnikov milice Davida Fanninga in Hectorja McNeilla zajele guvernerja Severne Karoline Thomasa Burka in trinajst visokih whigovskih uradnikov v dnevnem napadu na Hillsborough. Zajete uradnike naj bi prepeljali po cesti v Wilmington, Severna Karolina, kjer bi jih predali britanski vojski med ameriško vojno za neodvisnost. Brigadni general John Butler, čigar dom je bil v bližini in 300 patriotskih milic iz brigade okrožja Hillsborough so naslednji dan postavili zasedo pri Lindleyjevem mlinu.

## Bitka
Lindleyjev mlin je bil ob Cane Creeku, pritoku reke Haw. Ob približevanju lojalistov je patriotska milica sprožila svojo past in presenetila Fanninga in njegove može. Lojalistične sile so bile prisiljene prečkati Cane Creek, da bi napadle patriotske položaje, ki so bili na planoti s pogledom na potok. Starejši Hector McNeill, poveljnik enote lojalnih višavcev, je bil ubit zgodaj v bitki, ko je vodil predhodnico Fanningove milice čez potok. Britanci niso uspeli pridobiti nobenega ozemlja proti patriotskemu položaju, dokler Fanning in večja četa nista prečkala potoka gorvodno od Butlerjevega položaja in napadla patriotsko milico z boka. To je milico postavilo v obrambo, bitka pa je trajala štiri ure, dokler Butler ni bil prisiljen ukazati svojim možem, naj se umaknejo zaradi žrtev. Kljub Butlerjevemu ukazu je kontingent mož poskušal še naprej držati svoje položaje, vendar jih je Fanning na koncu izrinil.

## Smrti majorja Nalla in polkovnika McNeilla
Med akcijo pri Lindleyjevih mlinih sta se polkovnik McNeill in major John Nall srečala v dvoboju. Oba sta streljala v istem trenutku, McNeillova krogla je zadela Nalla blizu leve bradavice, medtem ko je Nallova krogla prodrla McNeilla v čelo; oba sta umrla na kraju samem.

## Posledice
Med 200 in 250 moških je bilo ubitih ali ranjenih v bitki, pri čemer je torijska sila trpela zaradi izgube McNeilla in resnih ran, ki jih je prejel Fanning, ki se je bil prisiljen skriti v gozdu, ko se je njegova kolona premaknila naprej. Med ranjenimi je bil dr. John Pyle, ki je prej poveljeval nesrečnemu polku lojalistične milice pri Pylejevem pokolu. Po okrevanju od ran je Pyle pomagal negovati številne druge ranjene moške, tako patriote kot lojaliste, nazaj v zdravje, za kar je guverner Alexander Martin kasneje oprostil Pylejeve lojalistične dejavnosti. Guvernerja niso rešili patrioti in je bil uspešno zaprt na otoku James. Zgodovinarji so komentirali, da sta ujetje guvernerja Burka in poraz patriotov le spodbudila rast patriotskega razpoloženja.

## Spomeniki
V bližini bojišča so postavljeni štirje spominski kamni. Trije kamni so postavljeni neposredno nasproti današnjega Lindley Mills po poti skozi gozd. Eden je bil posvečen leta 1915, eden leta 2002 in eden v neznanem letu. Četrti spomenik se nahaja na pokopališču nasproti Spring Hill Meeting, Friends meeting house.